# Ah, And We Do It Like This
«Ah, And We Do It Like This» — дебютный сингл американской хардкор-рэп-группы Onyx, выпущенный 30 апреля 1990 года на лейбле Profile Records. Песня о посещении вечеринок, девочках в клубе, о весёлом времяпрепровождении с ними.
В феврале 2012 года песня «Ah, And We Do It Like This» была ремастирована и включена в сборник Giant Single: The Profile Records Rap Anthology лейбла Arista Records.

## Предыстория
В 1989 году группа Onyx встретила Джеффри Харриса, который становится менеджером группы и помогает им заключить контракт с лейблом Profile Records на выпуск одного сингла. В 1990 году на студии «York Studio» в Бруклине они записывают свой первый сингл «Ah, And We Do It Like This», который выходит 30 апреля 1990 года на лейбле Profile Records. Однако сингл имел низкие продажи. Песня была спродюсирована первым музыкальным продюсером группы Onyx, B-Wiz, который позже, несмотря на упрёки от Фредро, продаёт свою драм-машину SP-12 и уезжает в Балтимор, чтобы продавать там крэк, и в конечном итоге его там убивают. Таким образом все записи Onyx были утеряны.
«…Это был самый первый сингл, который был спродюсирован B-Wiz. В-Wiz был первым продюсером Onyx, именно он спродюсировал трек „Ah, And We Do It Like This“, и много оригинальных версий треков для Onyx в 1987, 1988, 1989 годах.»

У сингла не было достаточного продвижения. Ничего не происходило.
«…В основном из-за того, что мы не были услышаны», — говорит Suavé. «У нас тогда не было маркетинга или промоушна. Мы выпустили сингл на виниле, да, но это был проект, который не был полным, потому что звукозаписывающая компания не помогала нам в этом.»

## Продакшн
В книге Брайана Колмана «Check the Technique», Фредро Старр описывает песню как выполненную в стиле кантри:
«…Я отправлялся на юг каждое лето, чтобы посетить мою бабушку, и я отчасти взял южный акцент оттуда. Таким образом, когда я возвратился в Нью-Йорк, я рифмовал так, как будто я был родом с юга. Это был совершенно другой стиль. Такой мягкий трек и с кантри стилем. Эта песня рассказывает о посещении вечеринок, девочках в клубе, о весёлом времяпрепровождении с ними.»
WEFUNK Radio отметило эту песню как написанную под сильным влиянием джаза, в отличие от их более поздних работ.
В интервью с Unkut, хип-хоп-артист B-1 описал песню как популярную в клубах в то время: «…Их первой песней была песня „Ah, And We Do It Like This“ на лейбле Profile Records. У них раньше был другой стиль, но это было стильно тогда. Клубный стиль».
В книге Эндрю Дж. Рауша Я — хип-хоп: разговоры о музыке и культуре, Sticky Fingaz сказал, что с этим синглом группа Onyx опередила своё время:
«…Это был не звук Onyx, который мы знаем сегодня, но на самом деле я думаю, что они опередили своё время. Они немного пели в этой песне, и именно здесь хип-хоп находится прямо сейчас. Таким образом, они на 20 лет опередили своё время.»
По словам Фредро, диджей Kool DJ Red Alert играл на радио только инструментал из этого сингла. Когда Фредро встретил диджея Red Alert в клубе, он спросил его, почему он играл только инструментал, на что Red ему честно сказал, что ему просто не нравятся слова в этой песне.

## Список композиций

### Сторона А
1. «Ah, And We Do It Like This» — 5:05
2. «Ah, And We Do It Like This» (Dub Club) — 5:05

### Сторона Б
1. «Ah, And We Do It Like This» (Dub Vocal) — 5:16
2. «Ah, And We Do It Like This» (Instrumental) — 5:12

## Участники записи
- Оникс — исполнитель, вокал
- Фредро Старр — исполнитель, вокал
- Суаве — исполнитель, вокал
- Биг Ди эС — исполнитель, вокал
- Джеффри Харрис — менеджер, продюсер
- Би-Виз — продюсер
- Салах — инженер звукозаписи